# Cyphochlaena
Cyphochlaena  Hack. é um género botânico pertencente à família Poaceae, subfamília Panicoideae, tribo Paniceae.
Suas espécies ocorrem na África.

## Sinônimo
- Boivinella A.Camus

## Espécies
- Cyphochlaena madagascariensis Hack.
- Cyphochlaena sclerioides (A. Camus) Bosse